# Condado de Kolbuszowa
Nota linguística: Não confundir hrabstwo (condado) com powiat (divisão administrativa)..
Kolbuszowa (polaco: powiat kolbuszowski) é um powiat (condado) da Polónia, na voivodia de Subcarpácia. A sede é a cidade de Kolbuszowa. Estende-se por uma área de 773,93 km², com 61 453 habitantes, segundo os censos de 2005, com uma densidade 79,4 hab/km².

## Demografia
População (dados de 30 de Junho de 2005):
|          | Total   | Total | Mulheres | Mulheres | Homens  | Homens |
| -------- | ------- | ----- | -------- | -------- | ------- | ------ |
|          | pessoas | %     | pessoas  | %        | pessoas | %      |
| Total    | 61 453  | 100   | 30 831   | 50,2     | 30 622  | 49,8   |
| Cidades  | 9179    | 100   | 4750     | 51,7     | 4429    | 48,3   |
| Povoados | 52 274  | 100   | 26 081   | 49,9     | 26 193  | 50,1   |